# Blue Waters Football Club
El Blue Waters Football Club, també anomenat ASP Blue Waters per patrocini, és un club namibià de futbol de la ciutat de Walvis Bay. És un dels clubs més antics del país, fundat el 1936.

## Palmarès
- Lliga namibiana de futbol:[2]
  - 1988, 1996, 2000, 2004

- Copa namibiana de futbol:[3]
  - 1994

- Segona divisió namibiana de futbol:
  - 2008-09